# Franz Wurm (Schriftsteller)
Franz Wurm (* 16. März 1926 in Prag; † 29. September 2010 in Ascona) war ein tschechoslowakisch-schweizerischer Dichter, Schriftsteller und Übersetzer aus dem Französischen (René Char), Tschechischen (Vladimír Holan) und Englischen (Moshé Feldenkrais, Richard Dove).

## Leben
1939 wurde er von seinen Eltern zu Verwandten nach England geschickt und dadurch vor Hitlers Rassenwahn gerettet. Er besuchte dort die Schule, das Cheltenham College und studierte von 1943 bis 1947 Germanistik und Romanistik am Queen’s College an der Universität Oxford. Seine Eltern starben in bzw. bei der Räumung von Auschwitz.
1949 erfolgte die Übersiedlung nach Zürich. Seit 1960 war er mit Paul Celan befreundet. Auch mit H. G. Adler, Samuel Beckett, Michael Hamburger, René Char und vielen weiteren Literaten war er befreundet. Zudem pflegte er Kontakte zu Komponisten wie Bernd Alois Zimmermann. Von 1966 bis 1969 war er Leiter des Kulturprogramms bei Radio DRS in Zürich. Von 1969 bis 1971 lebte er in Prag, kehrte dann wieder nach Zürich zurück, um 1974 während eines halben Jahres in Tel Aviv seinen Wohnsitz zu nehmen. Nach seiner Rückkehr gründete er in Zürich gemeinsam mit Moshé Feldenkrais das Feldenkrais-Institut, das er fortan leitete. Sein Drama Unter Anderen wurde 1991–1992 erfolgreich am Schauspielhaus Zürich aufgeführt. Seine letzten Lebensjahre verbrachte er zurückgezogen in Ascona.

## Werke (Auswahl)
- Anmeldung, 1959 (Gedichte)
- Anker und Unruh, 1964 (Gedichte)
- Hundstage, 1986  (Gedichte)
- In diesem Fall, 1989 (Gedichte)
- Dirzulande, 1990 (Gedichte)
- Dreiundfünfzig Gedichte, 1996
- König auf dem Dach. Eine Auslassung, 1997
- Echo der Zeit, 2000 (Gedichte)
- Blaue Orangen, 2005 (Essay)